# 埃伊尔斯塔济
埃伊尔斯塔济是冰岛东部区穆拉辛市镇内的城镇。2020年人口数量为2,552人，为东部区人口最多的聚居点。